# 8月23日
8月23日是阳历年的第235天（闰年是236天），离一年的结束还有130天。

## 大事记

### 19世纪以前
- 前30年：在成功占领埃及之后，屋大维处死了托勒密王国的最后一位法老凯撒里昂，以及马克·安东尼的长子。
- 406年：将领斯提里科率罗马军大败哥特人的大军，处死哥特王，并将一万二千哥特人并入罗马军队或卖身为奴。
- 634年：阿布·伯克尔在麦地那去世，欧麦尔·本·赫塔卜被选为第二任哈里发。
- 1305年：在苏格兰独立战争期间，英国国王爱德华一世在伦敦处死苏格兰民族英雄威廉·华勒斯。
- 1382年：金帳汗國的脱脱迷失汗要求羅斯公國恢復納貢，進攻莫斯科。
- 1514年：查尔迪兰战役中，塞利姆一世指挥的奥斯曼帝国大军击败波斯萨非王朝伊斯玛仪一世的军队。
- 1572年：法国国王查理九世下令杀害胡格诺派领袖，随后演变为天主教徒对胡格诺派信徒的大规模屠杀。
- 1628年：乔治·维利尔斯，第一代白金汉公爵在朴次茅斯准备针对法国的攻势时被刺杀身亡。
- 1799年：拿破仑离开埃及，打算返回法国夺权。

### 19世紀
- 1839年：第一次鴉片戰爭：英国占领香港，準備向清廷開戰。
- 1866年：普魯士在普奧戰爭擊敗奧地利帝國，雙方簽署《布拉格條約》並解散日耳曼邦聯。
- 1884年：法国海军袭击在福建的清朝南洋水師，马尾海战爆发。

### 20世紀
- 1913年：丹麦雕塑家爱德华·艾瑞克森的作品美人鱼雕像在哥本哈根首次展出。
- 1914年：第一次世界大战：日本和德国断交，正式对德国宣战，准备攻打青岛。
- 1920年：第七屆夏季奧林匹克運動會在比利時安特卫普开幕。
- 1921年：伊拉克王国成立。
- 1930年：红一军团和红三军团在湖南浏阳永和会师，中国工农红军第一方面军成立。
- 1931年：台北市舉行蔣渭水個人庶民體制的「國葬」——大眾葬。
- 1937年：淞沪会战中，日军开始轰炸上海与南京，同时陆军在江苏沿岸登陆。
- 1939年：第二次世界大戰：苏联和纳粹德国在莫斯科签署《德苏互不侵犯条约》，协议瓜分波罗的海国家和东欧。
- 1943年：第二次世界大戰：苏联红军成功赢得关键性的库斯克会战并收复卡尔可夫，德国军队则败退至聂伯河防线。
- 1944年：第二次世界大戰：羅馬尼亞王國國王米哈伊一世發動政變，推翻首相揚·安東內斯庫的法西斯政權，终止與納粹德國的同盟，倒戈盟軍。
- 1958年：中國人民解放軍砲擊駐守金門的中華民國國軍，爆發。
- 1975年：香港出口紡織品到歐洲各國配額受壓，經過財政司夏鼎基到英國相討後，到1977年，香港終於享有出口歐洲市場的特惠稅。
- 1989年：苏联加盟共和国爱沙尼亚、拉脱维亚和立陶宛200余万人组成超过600公里长的人链，宣示其追求脱离苏联独立的决心。
- 1990年：蘇聯解體：亞美尼亞宣布脫離蘇聯獨立。
- 1992年：首届中国长春电影节举行。
- 2000年：巴林海灣航空72號班機在巴林附近的波斯灣上墜海，143人罹難。

### 21世紀
- 2007年：俄罗斯末代皇帝尼古拉二世的儿女，阿纳斯塔西娅·尼古拉耶芙娜女大公与弟弟阿列克谢·尼古拉耶维奇皇太子的骨骸在俄罗斯叶卡捷琳堡附近被发现。
- 2009年：歐洲議會4月2日通過《关于欧洲良知和极权主义》决议，谴责极权和共产专制，並提议在全欧洲范围将8月23日定为「极权主义和专制政权受害者纪念日」（去共化）。
- 2010年：前菲律宾国家警察罗兰多·门多萨在马尼拉持枪挟持1辆旅游巴士并扣押人质；虽然犯人被击毙，但最终造成8名人质死亡。
- 2011年：利比亞強人卡扎菲被推翻。
- 2017年：超強颱風天鴿吹襲香港和澳門，香港天文台和澳門氣象局需要發出分別是5年和18年以來首次的十號熱帶氣旋警告信號。天鸽吹襲澳門期間，不但帶來極具破壞性的風力，導致境內測得破紀錄的持續風速，而且其風暴潮疊加天文大潮更引致多處地區嚴重水浸，廣泛地區斷水斷電，造成10人死亡[1]，成為當地超過半個世紀以來最嚴重的風災[2]，澳門氣象局局長馮瑞權更因預報嚴重失誤問責下台[3]。
- 2023年：由印度空间研究组织研制的月球探测器月船3号在月球南极成功着陆，标志着印度成为继美国、苏联和中国后，第四个探测器在月球实现软着陆的国家，同时也是第一个探测器在月球南极附近成功着陆的国家。
- 2023年：瓦格纳集团兵变两个月后，一架巴西航空工業萊格賽600客机在俄罗斯特维尔州库任基诺被击落，造成机上的瓦格纳集团首脑叶夫根尼·普里戈任及德米特里·乌特金等8人死亡。
- 2025年：2025年中華民國全國性公民投票（核三延役公投）[3][4]、第11屆立法委員(7人)罷免案[5][6]將於此日舉行。

## 出生
- 1482年：趙光祖，朝鲜王朝思想家、政治家（1519年逝世）
- 1753年：路易十六，法國波旁王朝國王（1793年逝世）
- 1769年：喬治·居維葉，法國博物學家、動物學家（1832年逝世）
- 1785年：奧利弗·哈澤德·佩里，美國海軍少校（1819年逝世）
- 1836年：瑪麗·亨麗埃塔，奥地利帝國女大公、比利时王后（1902年逝世）
- 1852年：阿诺尔德·汤因比，英國經濟史學家（1883年逝世）
- 1854年：莫里茨·莫什科夫斯基，猶太血統的波蘭裔德國作曲家、指揮家、鋼琴家，所作鋼琴練習曲在中國廣泛作為中高級教材（1925年逝世）
- 1863年：格奥尔基·米哈伊洛维奇，俄罗斯帝國大公（1919年逝世）
- 1864年：亚历山大·格林，俄羅斯作家（1932年逝世）
- 1864年：埃莱夫塞里奥斯·韦尼泽洛斯，希臘政治家，曾七次出任希臘總理（1936年逝世）
- 1872年：約翰·范·丁伯格，美國爬蟲學家（1924年逝世）
- 1873年：約瑟夫·卡普格拉，法國精神科醫生（1950年逝世）
- 1883年：喬納森·溫萊特，二战時期美國陸軍中将（1952年逝世）
- 1887年：皮宗石，中國近代法学家（1967年逝世）
- 1900年：恩斯特·克热内克，美籍奧地利作曲家、音樂理論家（1991年逝世）
- 1901年：约翰·谢尔曼·库珀，美國政治家、法學家、外交官（1991年逝世）
- 1910年：朱塞佩·梅阿查，義大利足球運動員，至今仍被視為義大利史上最偉大球員和前鋒之一（1979年逝世）
- 1912年：金·凱利，美國電影演員、舞者、製作人、導演、歌手，被美國電影學會選為百年來最偉大的男演員第13名（1996年逝世）
- 1920年：唐德剛，華裔美國歷史學家（2009年逝世）
- 1921年：肯尼斯·约瑟夫·阿罗，美國經濟學家，1972年諾貝爾經濟學獎得主（2017年逝世）
- 1923年：埃德加·科德，英國計算機科學家，关系型数据库奠基者（2003年逝世）
- 1924年：罗伯特·索洛，美國經濟學家，1987年諾貝爾經濟學獎得主（2023年逝世）
- 1926年：克利弗德·紀爾茲，美國文化人類學、象徵人類學代表人物（2006年逝世）
- 1930年：米歇尔·罗卡尔，法國政治家，曾任法國社會黨第一書記和法國總理（2016年逝世）
- 1931年：漢彌爾頓·史密斯，美國微生物學家，1978年諾貝爾生理學或醫學獎得主
- 1932年：胡阿里·布邁丁，阿爾及利亞總統（1978年逝世）
- 1933年：罗伯特·柯尔，美國化學家，富勒烯發現者之一，1996年諾貝爾化學獎得主（2022年逝世）
- 1934年：唐納德·埃文·麥卡利斯特，加拿大魚類學家
- 1936年：魯迪·路易斯，美國節奏藍調歌手，漂流者組合領唱（1964年逝世）
- 1936年：亨利·李·卢卡斯，美國史上殺人最多手段最殘忍、猖狂的連環殺手（2001年逝世）
- 1946年：余秋雨，上海戲剧学院教授，作家
- 1946年：凱思·穆恩，英國音樂家、詞曲作家、音樂製作人、演員，搖滾樂團誰人樂隊鼓手（1978年逝世）
- 1949年：一城美由希，日本女性聲優（2023年逝世）
- 1949年：佐蘭·琴熱維奇，塞爾維亞天文學家
- 1950年：譚詠麟，香港歌手
- 1950年：巴·恩多，馬里過渡總統
- 1951年：艾哈迈德·卡德羅夫，車臣政治人物，首任車臣共和國總統（2004年逝世）
- 1951年：洪奇昌，臺灣醫師、政治人物
- 1951年：麗莎·哈拉比，約旦王后
- 1954年：哈莉瑪·雅各布，新加坡政治人物，現任新加坡總統
- 1955年：安德烈斯·弗洛爾，德國數學家，提出弗洛爾同調理論（1991年逝世）
- 1955年：麥國風，香港政界人物
- 1958年：沈孟生，台灣男演員
- 1958年：王朔，中國当代著名作家、編剧
- 1958年：胡立歐·法蘭柯，多明尼加職棒球員
- 1961年：孔骨桑田，日本男演員、聲優
- 1963年：朴贊郁，韓國導演
- 1964年：康希，新加坡牧師，城市豐收教會創辦者，福音歌手何耀珊夫
- 1966年：里克·施密茨，荷蘭退役籃球運動員，綽號「扣籃的荷蘭人」
- 1967年：楊其龍，香港商人楊受成長子
- 1968年：森保一，日本退役足球運動員，現任日本國家足球隊主教練
- 1968年：克里斯·迪馬科，美國職業高爾夫球選手
- 1969年：卡里·萊克，美國政治人物、前電視新聞記者
- 1970年：瑞凡·費尼克斯，美國男演員（1993年逝世）
- 1971年：曹熙奉，韓國男演員
- 1971年：德梅特里奧·阿爾貝蒂尼，義大利退役足球員
- 1972年：郭妃麗，台灣演員
- 1974年：雷句誠，日本漫畫家
- 1974年：康斯坦丁·诺沃肖洛夫，俄羅斯、英國雙重國籍物理學家，2010年諾貝爾物理學獎得主
- 1974年：雷·帕克，英國演員、特技演員、武術家
- 1975年：西恩·马克斯，紐西蘭職業籃球運動員
- 1976年：斯科特·凯恩，美國男演員
- 1977年：胡諾言，香港演員
- 1977年：凤歌，中國武侠小說作家
- 1977年：三宅健太，日本男性聲優
- 1978年：科比·布萊恩特，美國NBA籃球明星（2020年逝世）
- 1980年：栗田雄介，日本棒球選手
- 1980年：喬安·佛洛格，英國女演員
- 1981年：卡洛斯·库拉尔，西班牙職業足球運動員
- 1981年：卡門·魯花娜，美國退役情色女演員
- 1982年：陳逸璇，香港模特兒、歌手
- 1982年：纳塔莉·考芙林，美國游泳運動員
- 1982年：袁弘，中國男演員
- 1982年：羅伯特·湯普遜，英國現代歷史上年齡最小的殺人犯
- 1983年：詹姆斯·科林斯，威爾斯職業足球運動員
- 1983年：周嘉威，中國男子游泳運動員
- 1984年：孫明明，中國職業籃球運動員，世上最高的職業籃球運動員
- 1984年：，英格蘭足球運動員
- 1984年：艾殊利·威廉斯，威爾斯退役足球運動員
- 1985年：阿德里安·莫利納，美國動畫師、分鏡藝術家、編劇、導演、作詞家
- 1985年：史蒂芬·米勒，美國政治顧問
- 1986年：陳曉琪，香港網路歌手
- 1986年：向以丞，台灣女演員
- 1986年：章龄之，中國女演員
- 1987年：蔡宜臻，台灣演員
- 1988年：林書豪，台裔美籍NBA球員
- 1988年：凡妮·卡浦爾，印度女演员
- 1991年：DJ松永，日本DJ、音樂製作人，雙人嘻哈組合Creepy Nuts成員
- 1992年：鄧穎欣，香港游泳運動員
- 1993年：徐慧潾，韓國女子偶像團體EXID成員
- 1994年：松本菜奈實，日本AV女優
- 1995年：縉Jin，台灣女歌手
- 1995年：克莉希·寇斯坦薩，義大利裔美國歌手、作曲家、音樂製作人、YouTuber、實況主
- 1996年：楊博軒，臺灣男子羽球運動員
- 1998年：P·J·華盛頓，美國職業籃球運動員
- 1999年：向井葉月，日本女子偶像團體乃木坂46成員
- 2002年：井汲大翔，日本男歌手及舞者。
- 2003年：宋旼宰，韓國男子偶像團體MCND成員
- 生年不詳：武田華，日本女性聲優
- 生年不詳：宮崎羽衣，日本女性聲優、歌手
- 生年不詳：笹井千惠子，日本女性聲優

## 逝世
- 前30年：凯撒里昂，埃及国王（前47年出生）
- 93年：阿古利可拉，罗马政治家及将领（40年出生）
- 634年：阿布·伯克尔，伊斯兰教首位哈里发（573年出生）
- 785年：颜真卿，唐朝政治家及书法家（709年出生）
- 818年：阿里·里达，伊朗什叶派十二伊玛目派的第八位伊玛目（765年出生）
- 1166年：近衛基實，日本平安時代公卿（1143年出生）
- 1176年：六条天皇，日本第79代天皇（1164年出生）
- 1305年：威廉·華萊士，蘇格蘭民族英雄（1270年出生）
- 1498年：伊莎贝拉，卡斯提尔王储（1470年出生）
- 1540年：纪尧姆·比代，法国人文主义法学家（1467年出生）
- 1628年：乔治·维利尔斯，英格蘭政治家，第一代白金漢公爵（1592年出生）
- 1806年：夏尔·库仑，法国物理学家（1736年出生）
- 1831年：考尔岑·费伦茨，匈牙利作家（1759年出生）
- 1831年：奥古斯特·奈哈特·冯·格奈森瑙，普鲁士陆军元帅（1760年出生）
- 1832年：約翰·格奧爾格·瓦格勒，德國動物學家（1800年出生）
- 1857年：卡爾·路德維希·科赫，德國昆蟲學家（1778年出生）
- 1888年：菲利普·亨利·戈斯，英國博物學家（1810年出生）
- 1870年：馬新貽，清朝政治人物，官至兩江總督（1821年出生）
- 1892年：德奧多羅·達·豐塞卡，巴西軍人、政治家，首任巴西總統（1827年出生）
- 1900年：黑田清隆，日本第二任首相（1840年出生）
- 1909年：劉鶚，清朝作家（1857年出生）
- 1910年：陳豪，清朝政治人物（1839年出生）
- 1926年：魯道夫·瓦倫蒂諾，美国影星（1895年出生）
- 1944年：阿卜杜勒-邁吉德二世，鄂圖曼土耳其帝國最後一任哈里發（1868年出生）
- 1958年：吉星文，中華民國陸軍中將（1908年出生）
- 1958年：趙家驤，中華民國陸軍中將（1910年出生）
- 1960年：奧斯卡·漢默斯坦二世，美國音乐家（1895年出生）
- 1962年：約瑟夫·貝希托爾德，德國政治人物（1897年出生））
- 1973年：赫尔穆特·克内泽尔，德国数学家（1898年出生）
- 2010年：羅蘭多·門多薩，菲律賓前高級督察，馬尼拉人質事件中的持械劫持、綁架及謀殺者（1955年出生）
- 2010年：謝廷駿，香港康泰旅行社旅行團領隊，馬尼拉人質事件中的人質兼死者（1978年出生）
- 2012年：成世光，天主教台南教區榮休主教（1915年出生）
- 2013年：吉爾伯特·泰勒，英国电影摄影师（1914年出生）
- 2013年：迪恩·梅明格，美國籃球明星（1948年出生）
- 2020年：陳木勝，香港電影導演（1961年出生）
- 2021年：讓-呂克·南希，法國哲學家（1940年出生）
- 2022年：埃丝特·库珀·杰克逊，美國民權活動家、社會工作者（1917年出生）
- 2023年：卡利安普迪·拉達克里希納·拉奧，印度統計學家、數學家（1920年出生）
- 2023年：，俄羅斯寡頭，瓦格納集團領導人（1961年出生）
- 2023年：德米特里·烏特金，俄羅斯軍官，瓦格納集團領導人（1970年出生）

## 节假日和习俗
- 国际奴隶贸易及废除纪念日
- 歐洲史太林主義和納粹主義受害人紀念日
- 俄羅斯：库尔斯克会战纪念日
- 乌克兰：国旗日
- 伊朗：国家医者日
- ：蘆葦節
- 臺灣：八二三紀念日[7]